# Parrhasius polibetes
Parrhasius polibetes är en fjärilsart som beskrevs av Pieter Cramer 1782. Parrhasius polibetes ingår i släktet Parrhasius och familjen juvelvingar. Inga underarter finns listade i Catalogue of Life.

## Bildgalleri

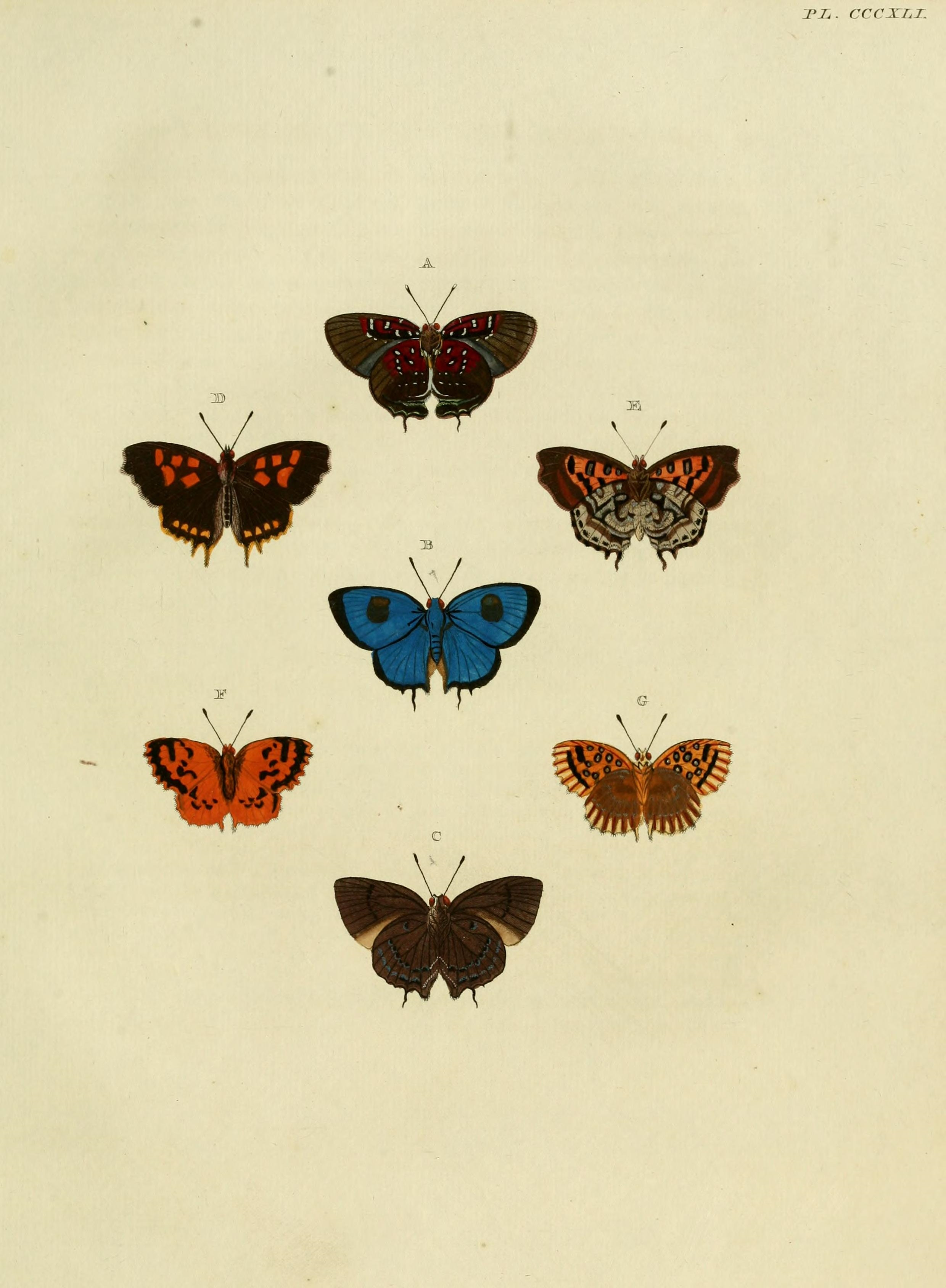
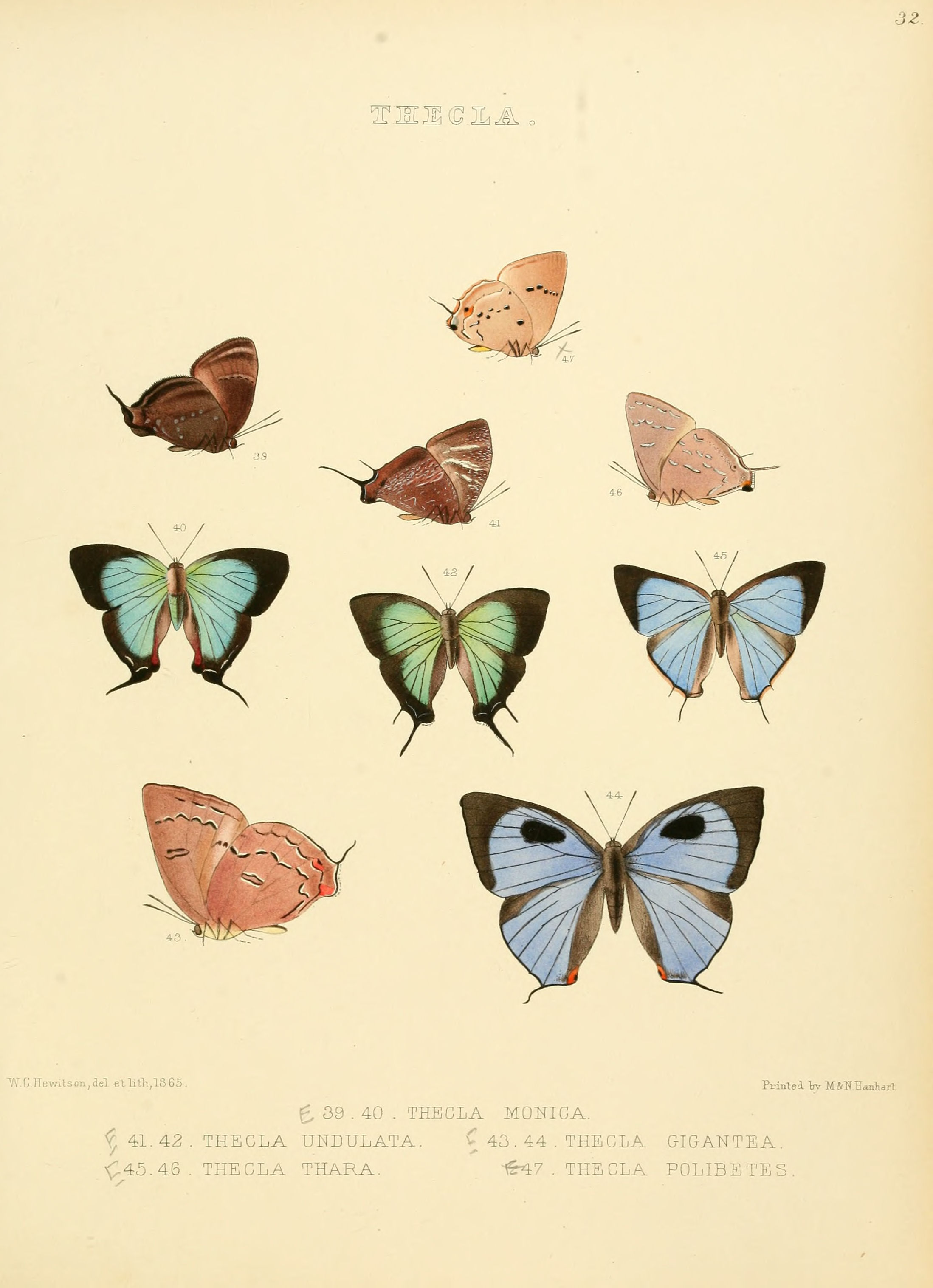
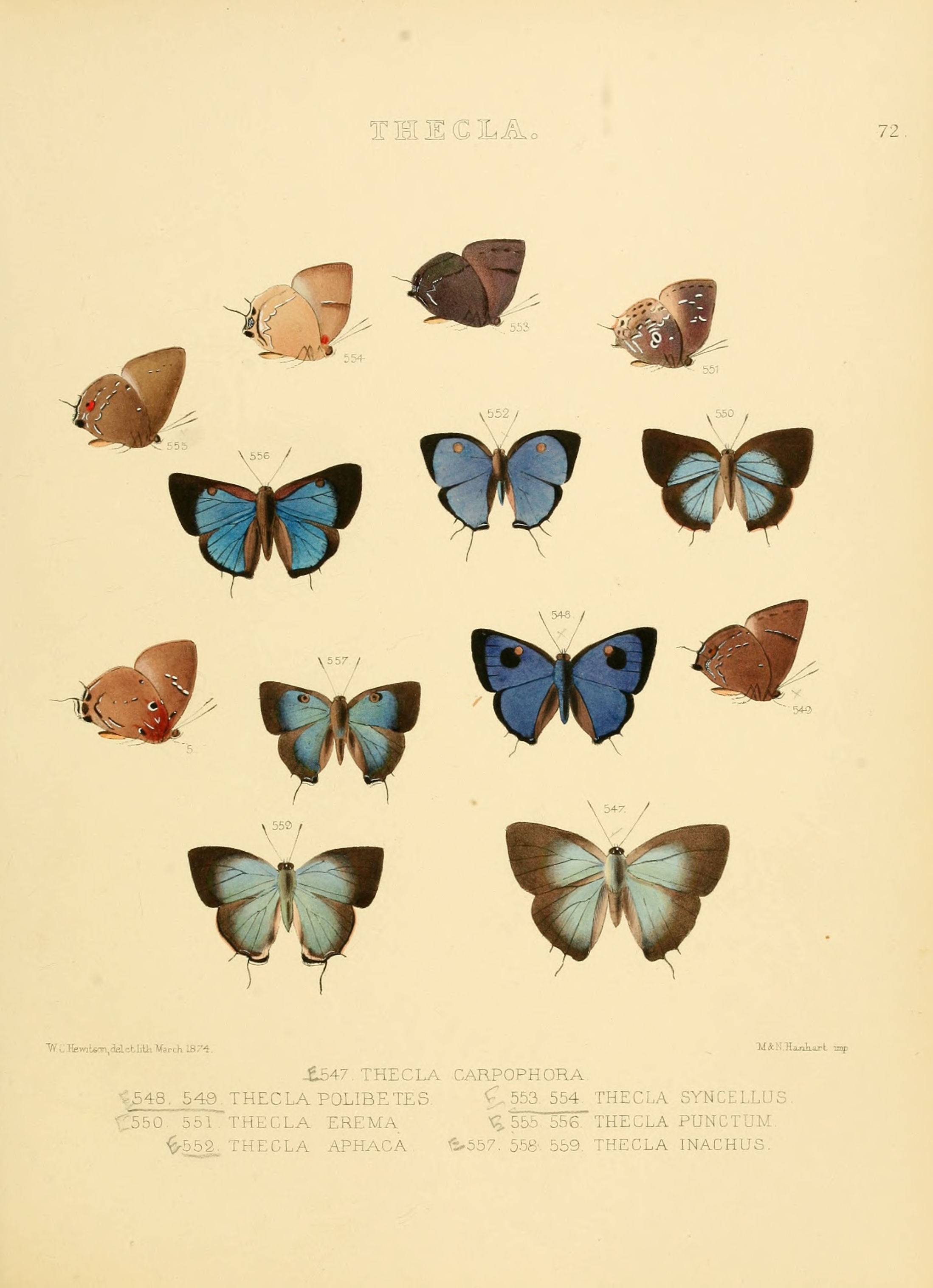